# 623 Chimaera
623 Chimaera eller 1907 XJ är en asteroid i huvudbältet, som upptäcktes 22 januari 1907 av den tyske astronomen Karl J. Lohnert i Heidelberg. Den är uppkallad efter berget Chimaera, vars namn är från Chimaira, i antikens Lykien i nuvarande Turkiet.
Asteroiden har en diameter på ungefär 44 kilometer.